# Mühlenhof Keitum

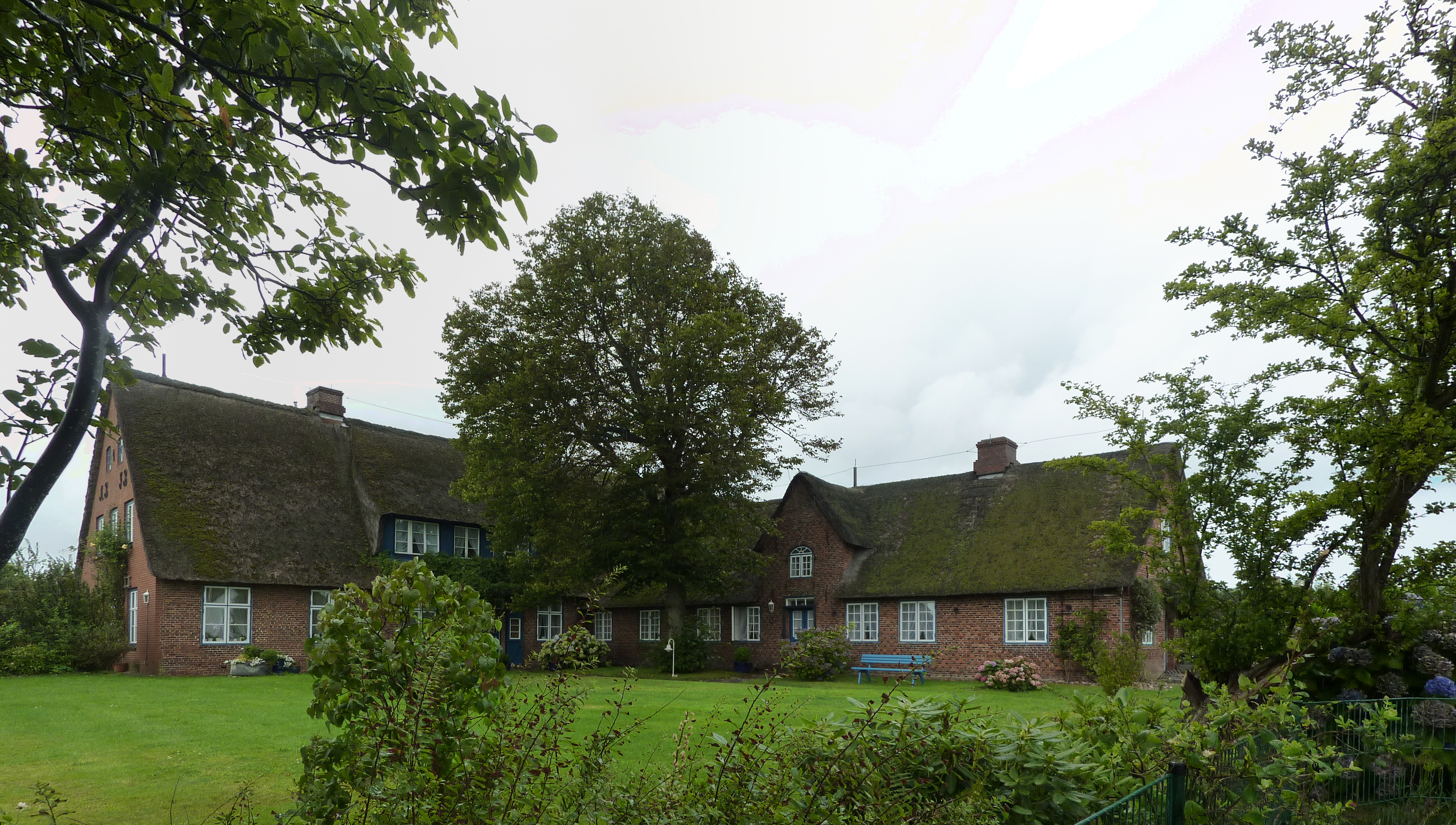
Mühlenhof

Der Mühlenhof in Keitum ist ein Gebäude auf Sylt, dessen erster Bau vermutlich kurz vor 1732 entstand. Der Name leitet sich von einer zeitweise betriebenen Ölmühle ab.

## Geschichte
Der alte Hausteil ist typisch für die goldene Zeit der Sylter Walfänger im 17. und 18. Jahrhundert. In dieser Zeit gelangten Sylter Seeleute auf holländischen Walfangschiffen zu Wohlstand und bauten stolze und mit Reet gedeckte Häuser.
Der neue Hausteil wurde 1829 zur Nutzung des Keitumer Hafens errichtet.
Die Sylter Kapitäne Jens Booysen und Jens Bleicken versuchten 1821 im insularen Zentrum, dem Ort Keitum, einen Hafen zu etablieren. Hier sollte auch Raps angelandet werden und in der von Tieren angetriebenen Mühle zu Öl gemahlen werden. Aus dieser Zeit stammt der neue Hausteil. Der Betrieb der Ölmühle wurde nach weniger als 10 Jahren wieder aufgegeben. 1868 war der Hafen zudem so sehr verschlickt, dass er nicht mehr genutzt werden konnte. Der Mühlenhof diente somit ab den 1830ern als rein landwirtschaftlicher Betrieb.
Während des Zweiten Weltkriegs wurde ein Teil des Hauses für Flüchtlinge, ein anderer Teil als Kleiderkammer der Wehrmacht genutzt. Wie der größte Teil der Insel überstand der Mühlenhof den Krieg ohne Schäden. Zwischen 1945 und 1978 wurden Teile des Wohnhauses für Gäste zur Verfügung gestellt. Die Landwirtschaft spielte in dieser Zeit eine immer geringere Rolle, die damalige Eigentümerin 1978 dazu bewog, das dem Verfall stark ausgesetzte Gebäude zu renovieren und Ferienwohnungen einzurichten.
Der alte Hausteil des Mühlenhofes ist von Westen nach Osten gebaut, um dem Wind wenig Angriffsfläche zu bieten. Von Norden nach Süden verläuft der ca. 2,5 Meter höhere, 1829 gebaute Hausteil.